# ماري جين إرفينغ
ماري جين إرفينغ (بالإنجليزية: Mary Jane Irving)‏ هي ممثلة أمريكية، ولدت في 20 أكتوبر 1913 في كولومبيا في الولايات المتحدة، وتوفيت في 17 يوليو 1983 في لوس أنجلوس في الولايات المتحدة.

## وصلات خارجية
- ماري جين إرفينغ على موقع IMDb (الإنجليزية)
- ماري جين إرفينغ على موقع قاعدة بيانات الفيلم (الإنجليزية)